# CS Emelec
Club Sport Emelec – ekwadorski klub piłkarski z siedzibą w mieście Guayaquil, stolicy prowincji Guayas. Występuje w rozgrywkach Serie A. Domowe mecze rozgrywa na obiekcie Estadio George Capwell.

## Osiągnięcia

### Krajowe
- Serie A

| zwycięstwo (14):     | 1957, 1961, 1965, 1972, 1979, 1988, 1993, 1994, 2001, 2002, 2013, 2014, 2015, 2017 |
| drugie miejsce (13): | 1960, 1963, 1966, 1967, 1970, 1989, 1996, 1998, 2006, 2010, 2011, 2012, 2016       |

### Międzynarodowe
- Copa Merconorte

| zwycięstwo (0):     | –    |
| drugie miejsce (1): | 2001 |

## Historia
Zebranie pracowników firmy Empresa Eléctrica del Ecuador (kompania energentyczna w Guayaquil) założyło klub 28 kwietnia 1929. Zebraniu przewodniczył wysoki urzędnik kompanii, przybyły z USA George Capwell, nazywany El Gringo. Początkowo w klubie były uprawiane tylko dwie dyscypliny sportu – baseball i boks.
Klub związał się z futbolem podczas Copa América w roku 1947, który rozgrywany był w Ekwadorze. Od tego czasu Copa América znany jest także pod nazwą Campeonato Sudamericano de Fútbol. Emelec po raz pierwszy zdobył tytuł mistrza Ekwadoru w roku 1957, z „drużyną marzeń”, w której występowali Cipriano Yu Lee, José Balseca, Cruz Ávila, Mariano Larraz, Carlos Raffo, Jaime Ubilla, Daniel Pinto, Rómulo Gómez oraz Suárez-Rizzo. Trenerem drużyny był Eduardo „Tano” Spandre.
Klub zdobył następne tytuły w latach 1961, 1965, 1972, 1979, 1988, 1993, 1994, 2001 i 2002. W 1995 dotarł aż do półfinału Copa Libertadores, gdzie przegrał walkę o finał z Grêmio Porto Alegre. W roku 2001 klub ponownie pokazał się na arenie międzynarodowej, docierając do finału Copa Merconorte. W grudniu roku 2001 klub osiągnął najwyższe w historii miejsce w światowym rankingu FIFA – 28.
Emelec jest pierwszym ekwadorskim klubem, który sprzedał swego zawodnika do włoskiej Serie A. Zawodnikiem tym był Iván Kaviedes.

## Słynni gracze w historii klubu
- Luis Capurro
- Jesús Cárdenas (przydomek „Jechu”)
- Edu Manga
- Eduardo García (przydomek „El Ñato”)
- Jorge Bolaños (przydomek „El Pibe”)
- Iván Hurtado (przydomek „Bam-Bam”)
- Iván Kaviedes
- Carlos Alberto Juárez (przydomek „El Cuqui”)
- Kléber Fajardo
- Ramón Mayeregger
- Carlos Alberto Raffo
- Enrique Raymondi (przydomek „El Maestrito”)
- Otilino Tenorio
- Enrique Verduga

## Aktualny skład
Stan na 1 października 2023.
| Nr | Poz. | Piłkarz               |
| -- | ---- | --------------------- |
| 1  | BR   | Gilmar Napa           |
| 2  | OB   | Aníbal Leguizamón     |
| 3  | OB   | Caín Fara             |
| 4  | OB   | Joel Quintero         |
| 5  | PO   | Joseph Espinoza       |
| 6  | OB   | Bleiner Agrón         |
| 7  | NA   | Samuel Sosa           |
| 10 | PO   | Alexis Zapata         |
| 11 | NA   | Diego García          |
| 12 | BR   | Pedro Ortíz (kapitan) |
| 13 | NA   | Jhon Sánchez          |
| 14 | OB   | Romario Caicedo       |
| 15 | PO   | Carlos Villalba       |
| 16 | OB   | Aníbal Chalá          |
| 17 | NA   | Jaime Ayoví           |
| 18 | OB   | Christian Cruz        |

| Nr | Poz. | Piłkarz                 |
| -- | ---- | ----------------------- |
| 19 | NA   | Bryan Angulo            |
| 20 | OB   | Jackson Rodríguez       |
| 21 | PO   | José Francisco Cevallos |
| 22 | BR   | Félix Mina              |
| 23 | PO   | Miler Bolaños           |
| 24 | OB   | Bryan Carabalí          |
| 26 | OB   | Luis Fernando León      |
| 30 | PO   | Tommy Chamba            |
| 31 | NA   | Dixon Vera              |
| 32 | OB   | Diogo Bagüí             |
| 33 | OB   | Jair Collahuazo         |
| 34 | NA   | Edgar Lastre            |
| 35 | PO   | Mauricio Castillo       |
| 36 | PO   | Cristhian Valencia      |
| 70 | NA   | Richard Borja           |
| 80 | PO   | Michael Carcelén        |